# Stinstedt
Stinstedt – miejscowość i gmina w Niemczech, w kraju związkowym Dolna Saksonia, w powiecie Cuxhaven, wchodzi w skład gminy zbiorowej Börde Lamstedt.